# دانیلا سیمیچ
دانیلا سیمیچ (به انگلیسی: Danijela Simić) ژیمناست زادهٔ ۲۱ اوت ۱۹۶۹ میلادی اهل کشور یوگسلاوی است.